# Miami Horror
Miami Horror é uma banda de indietronica de Melbourne, Austrália. Miami Horror pode se referir a seu produtor, Plant Benjamin, ou aos quatro integrantes ao vivo.

## Biografia
Mais um dos muitos nomes expressivos da cena dance australiana, o Miami Horror superou as expectativas de seu público com o álbum Illumination, que traz batidas funk e felizes ao novo synthpop. Pode-se dizer que o combo está investindo cada vez mais nas influências black e reforçando sua vocação para fazer o público “levitar” nas pistas.
Em 2007, sob a alcunha do Miami Horror, Flora começou com uma série de remixes, ambos bootlegs oficiais e que incluiu novas versões "Music Sounds Better with You", de Stardust, e "Walking with a Ghost", de Tegan and Sara, juntamente com artistas contemporâneos australianos, como Midnight Juggernauts e Grafton Primary.
O show ao vivo de Miami Horror é "aumentado" por Josh Moriarty (peacocks, ex-Young & Restless) na guitarra, o DJ / produtor Aaron Shanahan na bateria e Daniel Whitechurch nas teclas, guitarra e baixo. Miami Horror se apresentaram no Field Day, Big Day Out, Good Vibrations, 'Groovin The Moo'[6] e Splendour in the Grass em 2009. A banda também apoiou as bandas indie Phoenix, Simian Mobile Disco e Friendly Fires em suas digressões na Austrália  em 2009 e 2010. 

## Membros
- Benjamin - teclasbaixo/produção
- Josh- vocais/guitarra
- 'Dan - teclas
- Aaron - bateria/ coprodução